# Servières-le-Château
Servières-le-Château ist eine französische Gemeinde mit 568 Einwohnern (Stand 1. Januar 2022) im Département Corrèze in der Region Nouvelle-Aquitaine. Die Einwohner nennen sich Servierois(es).

## Geografie
Die Gemeinde liegt im Zentralmassiv  in der Xaintrie und ist von ausgedehnten Wäldern umgeben, in nordwestlicher Richtung ist die Staumauer des Stausees von Chastang (Barrage du Chastang) gut zwei Kilometer entfernt. Tulle, die Präfektur des Départements, befindet sich rund 38 Kilometer nordwestlich und Argentat 12 Kilometer südwestlich. Das Gemeindegebiet wird von Flüsschen Glane de Servières durchquert, das am Westrand in die Dordogne einmündet.
Nachbargemeinden von Servières-le-Château sind Bassignac-le-Haut im Norden, Darazac im Nordosten, Saint-Privat im Osten, Saint-Geniez-ô-Merle im Südosten, Hautefage im Süden, Saint-Martial-Entraygues im Südwesten sowie Saint-Martin-la-Méanne im Westen.

## Wappen
Beschreibung: In Gold und Silber gespalten, vorn sechs rote Balken und hinten ein roter Schrägbalken und sechs rote Flanchis an den Feldrand gestellt. Ein blauer Herzschild mit gemauerten silberner Burg mit drei Türmen, der mittlere ist der höhere, ist aufgelegt. Der Durchgang ist offen.

## Einwohnerentwicklung
| Jahr      | 1962 | 1968 | 1975 | 1982 | 1990 | 1999 | 2007 | 2017 |
| Einwohner | 587  | 645  | 618  | 718  | 772  | 719  | 686  | 613  |

## Sehenswürdigkeiten
- Château de Servières, Schloss aus dem 13. Jahrhundert, ehemals zur Abtei von Aurillac gehörig
- Barrage du Chastang, Stausee an der Dordogne und Wasserkraftwerk der Électricité de France
- Chapelle de Glény, ein Sakralbau aus dem 12. Jahrhundert, ist als Monument historique klassifiziert
- Le lac de Feyt, ein Stausee an der Glane, ein Zufluss der Dordogne[2][3]